# Hortipes arboricola
Hortipes arboricola is een spinnensoort uit de familie van de loopspinnen (Corinnidae).
De wetenschappelijke naam van de soort werd in 1998 gepubliceerd door Jean-Claude Ledoux & Michel Emerit.